# Vikings
« Viking » redirige ici. Pour les autres significations, voir Viking (homonymie).
Cet article concerne les Vikings au sens strict, c'est-à-dire les guerriers, explorateurs et commerçants. Pour une présentation générale de la Scandinavie de l'Âge des Vikings, voir Âge des Vikings.

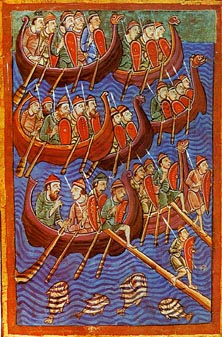
Les Danois sur le point d'envahir l'Angleterre.
Illustration d'Alexis Master, in Abbon de Fleury, Passio Sancti Edmundi, Regis Orientalium Anglorum et Martyris, vers 1130.

Les Vikings (en vieux norrois : víkingr, au pluriel víkingar) sont des explorateurs, commerçants, pillards mais aussi pirates scandinaves ayant vécu au cours d’une période s’étendant du VIIIe au XIe siècle, communément nommée « âge des Vikings ». Ils sont souvent appelés Normands, étymologiquement « hommes du Nord », dans la bibliographie ancienne.

## Le mot «Viking»

### Définition
« On appelle Viking (Víkingr, en vieux norrois) un commerçant de longue date, remarquablement équipé pour cette activité, que la conjoncture a amené à se transformer en pillard ou en guerrier, là où c’était possible, lorsque c’était praticable, mais qui demeurera toujours quelqu’un d’appliqué à afla sér fjár (« acquérir des richesses »). »

— Boyer 2008, p. 33
Au sens large, le terme Viking désigne l’ensemble des Scandinaves de la période caractérisée par le phénomène viking.
À l'origine un terme désignant une pratique, le mot tombe en désuétude à la fin du Moyen Âge, mais son emploi réapparait durant la Renaissance avec les traductions des sagas. Il est clairement réhabilité au XIXe siècle et ne correspond dès lors qu'aux aventuriers scandinaves et à la période historique de l'âge des Vikings. Il devient dès lors un ethnonyme qui s'applique à tous les domaines.
Le terme de « Vikings » désignerait les Scandinaves, originaires des actuels Danemark et Norvège, et du Götaland (Suède du sud-ouest : Dalie, Bohuslän, Halland, Scanie), actifs essentiellement en mer du Nord et dans l'océan Atlantique. Il est à noter que des études récentes démontrent que les bandes vikings sont constituées d'ethnies très variées qui dépassent le cadre de la Scandinavie et intègrent des Francs, des Anglo-Saxons, des Irlandais, des Frisons et des Slaves. La définition du mot Viking reste donc liée à sa pratique et ne peut être simplement amalgamé aux Scandinaves.
Le terme de Varègues désignerait les Vikings (au sens de Scandinaves) de Suède, actifs surtout en mer Baltique et en Europe de l'Est, dont la Rus' de Kiev, et opérant la route commerciale de la Volga et la route commerciale des Varègues aux Grecs.
En français, le terme est également employé, par extension, pour désigner les peuples germaniques de Scandinavie à partir de l'âge du fer romain au IIe siècle[source insuffisante].

### Étymologie

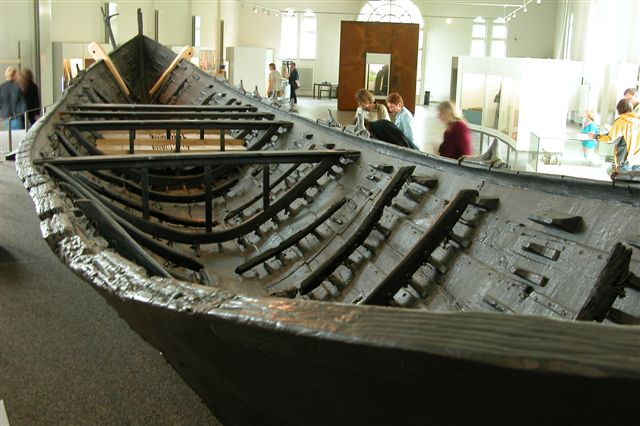
Détail du bateau de Nydam, château de Gottorf.

Le mot viking est attesté en français au XIXe siècle et désigne, au sens moderne du terme, un « guerrier, explorateur originaire de Scandinavie ». Son étymologie exacte n'est pas assurée.
Il est mentionné pour la première fois en vieil islandais sous la forme víking (mot féminin) dans l'expression fara í víkingu « partir en rapine, en maraude, en piraterie ». De ce mot dérive la forme masculine víkingr (-s, -ar) qui signifie « personne qui pratique la piraterie », donc « pirate ». Le mot désigne donc initialement une pratique et non une appartenance géographique ou ethnique. L'usage l'a élargi à toutes personnes pratiquant la piraterie durant l'âge des Vikings.
Le mot víking apparaît tardivement en vieux norrois, ce qui laisse penser qu'il s'agit d'un emprunt à une autre langue, très certainement au vieil anglais, où le mot wīcing, qui signifie « pirate », est attesté dès le VIIIe siècle (et en vieux frison, sous la forme wī(t)sing). Effectivement, les utilisations connues les plus anciennes proviennent de textes anglo-saxons du VIIIe siècle, avec la mention de divers composés comme uuicingsceadan, uuicingseadae ou saewicingas, tous formés sur -wīcing-. Ils ont pour thème les activités maritimes et notamment la piraterie.
Une étymologie largement répandue mais erronée, en fait un dérivé du norrois vík « anse, crique, bras de mer entre deux îles », ayant aussi la signification originelle d'« endroit où la terre cède » (dérivé du verbe vikja « céder »), d'où, par extension, le sens de « baie », c'est-à-dire « endroit dégagé de la côte qui permet d'accoster » (cf. les toponymes comme Reykjavik en Islande ou les plages de Plainvic et du Vicq en Cotentin, etc.).
Des recherches étymologiques plus récentes, fondées sur des travaux préexistants, ont mis l'accent sur l'existence de la mesure nautique vika (« distance parcourue en mer par deux équipes ramant en alternance »), dont le radical vik- se retrouverait dans víking, mais aussi dans le vieil anglais wīcing, le vieux frison wītsing. Ces différents termes remonteraient tous à un proto-germanique de l'Ouest *wīkingō (« changement de rameur ») et *wīkingaR dérivant du premier et signifiant « homme ramant en alternance », ce qui se conçoit à l'époque où les navires circulant dans les mers du nord de l'Europe étaient des bateaux à rames, tels que celui de Nydam. Par la suite, des sens spécifiques se seraient développés dans les langues où ils se sont perpétués : expédition maritime, guerrier-marin, pirate.

### Autres noms
Les chroniques franques rédigées en latin utilisent plus fréquemment les termes Nor[t]manni « Normands », pirata « pirates », Dani « Danois » ou pagani « païens » pour désigner les Vikings. Jusqu'à une époque récente et encore aujourd'hui, certaines sources utilisent le terme Normand comme synonyme de Viking. Le terme Normand est lui-même un emprunt au francique *nortman ou au vieux norrois nordmaðr, qui signifient tous les deux « homme du Nord ».
En irlandais, les textes parlent plus simplement d’« étrangers » (gall). Le toponyme Donegal ferait référence aux Vikings danois, c'est-à-dire les « étrangers noirs » et celui de Fingal aux Vikings norvégiens, c'est-à-dire les « étrangers blancs ». Mais cette distinction entre Vikings noirs et Vikings blancs empruntée à Lucien Musset serait la conséquence d'une mauvaise traduction, d'autant que cette distinction n'a pas de raison d'être, la proportion du type aux cheveux clairs étant à peu près semblable au Danemark et en Norvège. Donegal n'a donc probablement pas cette signification, mais celle de « forts des étrangers » dún an gall, « noir » se disant dub. De la même manière, Finegal ne vient pas de finn gall ou fionn gall (« étrangers (aux cheveux) blonds »), mais plutôt de fine gall (« tribu des étrangers »).
En Orient, ils sont appelés Rus ou Varègues. Chez les Arabes, les Madjus : bab el Madju désignant « la porte des païens » (détroit de Gibraltar).
Selon Pierre Bauduin (2004), la connotation du terme viking serait plutôt positive dans les inscriptions runiques et négatives dans les poèmes scaldiques.

## Contexte

### Géographique
De magnifiques paysages liés à des légendes fortes ont longtemps fixé les vikings sur leur territoire et en ont gêné l'émigration, par fierté. Le climat rude (froid, vents) empêchait toute agriculture et tout élevage de masse. Le pillage était donc leur seule possibilité d'obtenir des richesses (vols de nourriture et de bijoux, captures d'esclaves…). L'appauvrissement généré dans leurs pays frontaliers (pertes matérielles, morts, fuites…) les ont poussés plus loin en Europe du Sud et de l'Ouest (Gaule…).

### Historique
L'historiographie traditionnelle appelle âge des Vikings ou ère viking la période qui va de 793 à 1066 de notre ère, et suit donc immédiatement l'âge de Vendel. Pendant cette période, le territoire des Vikings s'étend considérablement, guerriers et marchands scandinaves lancent des raids, d'abord côtiers, vers des monastères chrétiens, puis atteignent l'intérieur des terres en remontant les fleuves. Les raids et pillages atteignent non seulement une grande partie de l'Europe, des territoires russes à la Méditerranée, mais aussi le nord de l'Afrique et le nord-est de l'Amérique du Nord. Parmi les suites européennes durables de cette expansion, on compte, outre les conflits guerriers, une expansion des routes d'échanges commerciaux et culturels, et le développement de la féodalité.
Contrairement aux peuples germaniques de l'Europe plus méridionale, ils sont restés païens jusqu'à la première moitié du Xe siècle. C'est l'une des raisons pour lesquelles il se dégage des textes européens du Moyen Âge (principalement du IXe au XIe siècle), une image négative de leur action, réduite à des actes de piraterie et de pillage, caractérisés par la violence de leurs raids et leur barbarie « païenne. » L'immense majorité des auteurs de ces textes sont en effet des clercs issus des milieux monastiques, or les cibles des pillages étaient les monastères. Cependant on comprend mieux maintenant que ces pillages leur permettaient d'obtenir par la force des richesses qu'ils convertissaient (en faisant fondre l'or) en moyen de paiement pour acquérir des armes sur les marchés d'Europe (épées franques) ou des produits de luxe sur les marchés d'Orient.
La documentation plus contemporaine, principalement issue de récentes fouilles archéologiques, a permis de nuancer leur image négative et elle insiste plutôt sur l'aspect positif de leur action dans de nombreux cas, car ils furent aussi de grands marins, explorateurs, marchands et guerriers qui atteignirent les côtes atlantiques de l'Europe, la Méditerranée, l’Afrique du Nord, l'Orient et même l'Amérique (Vinland), tout en établissant parfois au passage des comptoirs commerciaux et des colonies comme sur les îles Féroé, les Orcades, l'Islande, le Groenland, etc. Ils fondèrent des États nouveaux et originaux en Normandie et en Russie. On considère qu'ils furent les artisans de la deuxième mondialisation, la première ayant été romaine. Leur assimilation rapide dans les pays colonisés procède d'un choix politique délibéré qui a conduit à leur acculturation en quelques décennies.
L'âge viking prit fin à la suite de l'affirmation en Scandinavie de pouvoirs monarchiques centralisateurs et de leur conversion au christianisme.

## Diaspora viking

Expansion viking (la couleur jaune correspond à celle des Normands au XIe siècle).

### Invasions vikings
L'origine des raids repose sur plusieurs facteurs. Tout d'abord un ensemble de facteurs internes au monde scandinave poussent les vikings à se déplacer, comme le climat rude. Les notions de surpopulation, véhiculée par des auteurs médiévaux comme Jordanès, peinent à être démontrés par l'archéologie moderne. De même, le manque de terre arable évoqué par Adam de Brême semble erroné car l'archéologie démontre une intensification de l'exploitation des sols, l'introduction de nouvelles cultures et outils. Il est toutefois probable que la culture polygame provoque des tensions internes car plusieurs jeunes gens sont dès lors dépourvus d'héritage.
Un ensemble de facteurs externes entre en second compte dans la proportion élevée de raids à partir du VIIIe siècle. En effet, les échanges et le commerce s'accentuent particulièrement entre la Scandinavie et le reste de l'Europe durant le VIIe siècle. L'intensification des raids coïncide également avec l'instabilité au sein de l'Empire carolingien. Ces raids reposent donc sur la capacité des navigateurs scandinaves à s'adapter à la situation et à saisir des opportunités d'enrichissement.

### Colonisation des îles Féroé et de l'Islande
L'histoire pré-scandinave des îles Féroé est méconnue. Les îles deviennent une étape importante de l'expansion territoriale au Xe siècle et l'essentiel de son histoire provient de la Saga des Féroïens dont la valeur historique est discutée. Le premier viking à y régner serait Grímr Kamban. La saga prétend qu'il fuit la tyrannie d'Harald Ier, mais il est en réalité plus probable que les vikings s'y installent à cause du renversement de force qui s'observe sous le règne d'Alfred le Grand. Le nom partiellement celtique (Kamban étant gaélique) permet de supposer qu'il provient des îles Hébrides (sous autorité viking depuis le IXe siècle) et non directement de la Scandinavie comme le supposaient les premières études. Des analyses ADN modernes confirment cette piste.
La colonisation de l'Islande s'effectue en parallèle de celle des îles Féroé. Les sources écrites sont antérieures et proviennent de l'Íslendingabók de Ari Þorgilsson le Savant et le Landnámabók. Les sources indiquent soit qu'Ingólfr Arnarson et Hjörleifr Hróðmarsson atteignent l'île dans les années 870, soit qu'ils sont précédés par Flóki Vilgerðarson en 868 qui tente de retrouver l'île identifiée par Garðar Svavarsson. Des découvertes archéologiques effectuées en 2010 remettent en question cette vision de l'installation fondée sur les textes. Des fouilles menées à Hafnir révèlent l'existence d'un petit bâtiment abandonné entre 770 et 880, envisageant une chronologie plus ancienne. D'autres sites témoignent d'occupations antérieures aux années 870 comme à Stöðvarfjörður et Reykjavik (Aðalstræti).

### Exploration de l'Amérique
Plusieurs textes islandais, dont la saga des Groenlandais et celle d'Erik le Rouge, racontent la découverte par des Vikings de terres situées au-delà du Groenland. Vers 986, un navigateur groenlandais Bjarni Herjolfsson, dérouté par une tempête, aperçoit des terres et des forêts inconnues. Une vingtaine d'années plus tard, Leif, fils d'Erik le Rouge, entreprend une expédition pour vérifier le récit de Bjarni. Après plusieurs jours de navigation, il découvre de nouveaux territoires : un pays de montagnes et de glaciers qu'il nomme Helluland (« pays des pierres plates »), puis une côte dominée par un arrière-pays forestier, qu'il appelle Markland (« pays des arbres »), enfin, une terre agréable où les explorateurs pêchent des saumons et cueillent des grappes de raisin, le Vinland (« pays de la vigne »). À partir du XIXe siècle, des érudits avancent l'hypothèse que ces navigateurs ont en fait suivi les rivages de l'Amérique. Les Vikings auraient donc mis le pied sur le Nouveau Continent environ cinq cents ans avant Christophe Colomb.
Les sagas étant généralement considérées comme des sources littéraires peu fiables (comme nombre de contradictions entre la saga des Groenlandais et celle d'Erik le Rouge le montrent), des chercheurs tentent de trouver la preuve matérielle qui confirmera l'hypothèse. En 1898, une pierre runique est découverte à Kensington, aux États-Unis mais à ce jour, son authenticité n'est pas encore assurée. En 1930, un équipement guerrier typique d'un Viking est retrouvé à Beardmore en Ontario mais la découverte tourne au canular. L'hypothèse des Vikings comme premiers découvreurs de l'Amérique reprend de la valeur dans les années 1960 quand un couple d'archéologues norvégiens, Helge et Anne Stine Ingstad, révèlent les vestiges d'habitations vikings sur l'île de Terre-Neuve. Le site de l'Anse aux Meadows se compose de huit édifices distribués en trois complexes. Sont notamment dégagés un atelier de menuiserie, une forge, un four et un fourneau mais aucun bâtiment servant à l'agriculture, ce qui est anormal dans les villages vikings. La colonie n'aurait cependant pas duré plus d'une décennie, notamment en raison des attaques des populations locales, mettant fin à la présence viking en Amérique archéologiquement confirmé, les autres sites attribués aux vikings comme la Pointe Rosée ou la pierre runique de Kensington n'ayant pas été confirmés comme d'origine viking. La datation des objets artisanaux recueillis correspond à la date de l'expédition de Leif. L'Anse aux Meadows devient célèbre dans le monde entier et s'affirme comme la preuve qui manquait aux scientifiques.

## Génétique
La période précédant l'ère des Vikings a été accompagnée d'un flux de gènes étrangers en Scandinavie du sud et de l'est, se propageant depuis le Danemark et l'est de la Suède au reste de la Scandinavie. La transition de l'Âge du bronze à l'Âge de fer s'accompagne dans la région d'une réduction de l'ascendance agricole néolithique, avec une augmentation correspondante à la fois de l'ascendance steppique et de l'ascendance chasseur-cueilleur. Comme dans le cas de l'ADN mitochondrial, le profil de distribution global des haplogroupes chromosomiques Y dans les échantillons de l'âge viking est similaire à celui des populations modernes d'Europe du Nord. Les lignées mâles les plus fréquemment rencontrées étaient les haplogroupes I1 à plus de 50 % aussi présents en majorité chez les Scandinaves modernes, l'haplogroupe I est l'haplogroupe majoritaire chez les Vikings.
La période de l'« âge des Vikings » est caractérisée par un afflux majeur d'ascendance danoise en Angleterre, suédois dans la Baltique et un afflux norvégien en Irlande, en Islande et au Groenland. Elle voit également une ascendance substantielle d'autres régions d'Europe entrer en Scandinavie. Les analyses d'ADN confirment qu'une expédition viking comprenait des membres de la famille proche.
Cependant, la composition même des troupes prenant part au raid est plus hétérogène. Les analyses ADN menées sur les restes de 442 individus de plus de 80 sites archéologiques différents confirment que les bandes vikings ne se composaient pas seulement de Scandinaves, mais aussi d'Anglo-Saxons, Pictes ou encore Baltes.

## Navigation
Les Vikings ont parcouru toutes les mers européennes et au-delà. Ils ont remonté les fleuves et les rivières d'Europe occidentale et de Russie. Cette expansion n'aurait pas été possible sans la qualité des navires qu'ils construisaient. On pense aujourd'hui qu'ils acquirent nombre de leurs techniques de navigation auprès des Frisons.

### Navires vikings

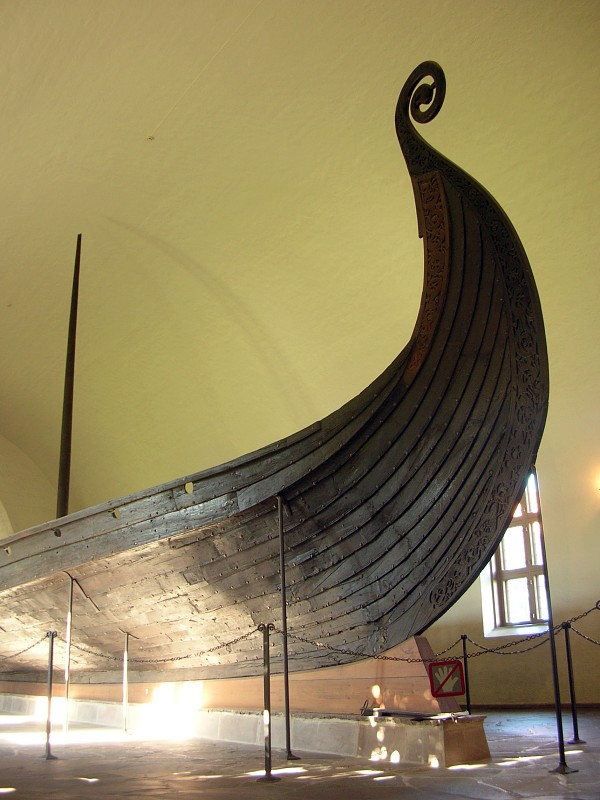
Détail du bateau d'Oseberg, musée des navires vikings d'Oslo.

Même si elle reste imparfaite, la connaissance des bateaux scandinaves a progressé grâce aux découvertes archéologiques d'embarcations. Le bateau d'Oseberg mis au jour en 1904 est l'un des plus beaux spécimens conservés auquel on peut comparer celui de Gokstad et ceux de Skuldelev. L'iconographie, au premier rang la tapisserie de Bayeux, apportent d'autres informations.
Il n'existe pas un bateau-type scandinave. Son architecture variait selon la destination (commerce de cabotage, au long cours, guerre ou apparat) et évolua dans le temps. Toutefois, se dégagent quelques points communs. La proue et la poupe sont relevées ; leur coque est construite à clins. Depuis le VIIIe siècle, ils sont propulsés par le vent grâce à une voile rectangulaire en laine. Ce navire remonte très bien au vent. Ce qui n'empêche pas les bateaux d'être aussi équipés d'avirons. Les navires de guerre, comme celui de Gokstad, sont appelés langskip ou snekka. Le terme drakkar est un barbarisme créé au XIXe siècle, inspiré du terme suédois moderne drake « dragon », alors que les Vikings employaient celui de dreki en norrois. Un second k a été ajouté au terme suédois pour en accentuer l’aspect exotique.
Les archéologues reconnaissent l'excellente architecture des bateaux scandinaves. Ils s'étonnent notamment de la souplesse de la coque. Les membrures sont fixées au bordé — et non à la quille — par des liens d'osier, des lacets de cuir ou, pour les modèles tardifs, par des chevilles. Il en résulte que le navire peut affronter la haute mer en se tordant face aux vagues. Outre la souplesse, les bateaux vikings sont reconnus pour leur légèreté. La coque fait quelques centimètres d'épaisseur. Ainsi, le tirant d'eau étant faible, le bateau donne l'impression de glisser sur les flots. La vitesse pouvait dépasser les 10 nœuds (approximativement 18 km/h).
Le musée des bateaux vikings de Roskilde au Danemark présente quatre bateaux importants et l’utilisation de chacun :
- bateaux de guerre :
  - Snekkja (Petit bateau long) > ancien français esneke, esneque, eneque,
  - Skeið (Grand bateau long - pour la haute mer) > ancien français eschei ;
- bateaux de commerce :
  - Byrðing (bateau côtier),
  - knörr (navire de haute mer) > ancien français canard.

### Connaissance maritime

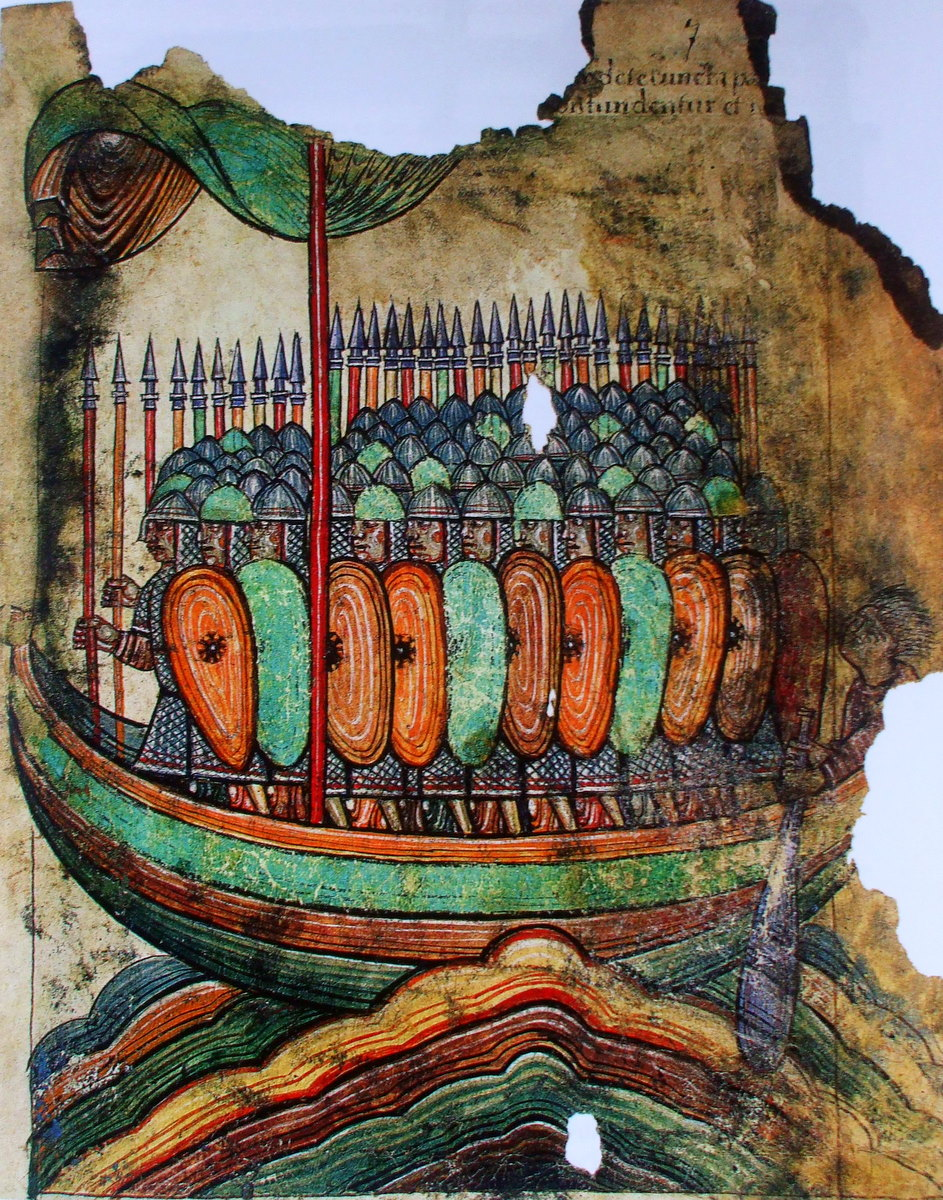
Attaque viking, peinture de 1100 provenant de l'abbaye Saint-Aubin.

Les Vikings ont été capables de naviguer en haute mer sans cartes ni instruments de navigation, se basant surtout sur la navigation « au naturel » et quelques techniques rudimentaires de navigation à estime. Ils ont été les premiers Européens à débarquer au Groenland et peut-être aussi en Amérique du Nord (Vinland). À l'est, des Suédois ont emprunté le réseau des lacs et fleuves russes pour atteindre l'Asie centrale et ses routes caravanières venues d'Extrême-Orient.
Les Vikings n'utilisaient pas de boussoles ni de compas magnétiques, d'ailleurs peu utiles dans les régions arctiques. Ils ont pu utiliser une « pierre de soleil » pour localiser la position du soleil par temps couvert, à en croire un passage d'une saga sur le roi Olav Haraldsson II. Cette « pierre de soleil » pourrait être en fait un spath d'Islande, cristal de calcite transparent relativement courant en Scandinavie et qui a la propriété de dépolariser la lumière du soleil, la filtrant différemment selon le pointage. Cependant il apparaît difficile de prendre pour argent comptant ledit passage pour plusieurs raisons. Tout d'abord, il ne faut pas oublier que la saga de Olav Haraldsson II est écrite de manière posthume et que le roi norvégien a été canonisé à sa mort. Ensuite, aucun autre texte n'évoque une navigation à partir de cette pierre. Enfin, des expériences réalisées récemment sur de possibles « pierres de soleil » se sont révélées non concluantes : leur efficacité est relative et dépend de la visibilité de cette lumière.
Cette pierre n'est mentionnée que dans deux récits qui lui attribuent surtout une portée symbolique. Une pierre découverte en 2002 dans une épave au large d'Aurigny a relancé le débat, cependant rien ne permet d'affirmer qu'elle ait servi d'instrument de navigation. Les seuls instruments attestés sont la girouette et les sondes.
Il existe aussi une théorie qui interprète un objet découvert en 1948 comme un « compas solaire », Là aussi, des historiens se montrent sceptiques.
Les techniques de navigation des Vikings étaient notamment basées sur l'observation de leur environnement naturel. La position du soleil leur indiquait les points cardinaux tandis que l'utilité des étoiles aurait été moindre en raison de la courte durée des nuits d'été, qui était la saison pendant laquelle naviguaient ces peuples. C'est surtout l'observation de la mer, des repères terrestres et des animaux marins qui ont dû leur permettre de trouver leur chemin en pleine mer. Le nombre plus grand de macareux annonçait la proximité des îles Féroé. La brusque variation de température de l'eau, conséquence de l'entrée dans un courant polaire ; le changement de couleur de l'océan passant du bleu au vert ; la multiplication des icebergs, indiquaient que le Groenland était proche. Les navigateurs vikings connaissaient peut-être les courants qui emmenaient facilement les bateaux d'un secteur à l'autre ou le trajet migratoire des baleines. Le Hausbók, un manuscrit islandais qui raconte notamment la navigation de Norvège au Groenland, fournit de nombreux détails de ce genre. Cependant, l'évolution des courants marins ne nous permet pas de l'affirmer avec précision.
La navigation le long de la côte norvégienne nécessite une connaissance approfondie des dangers et des repères maritimes naturels. Bien que des phares et des balises soient des inventions modernes, de nombreuses caractéristiques naturelles ont joué un rôle crucial pour les navigateurs vikings. Les noms de lieux témoignent de l'importance de ces repères. Par exemple, le nom de la péninsule de Lindesnes signifie "endroit où la terre se termine", et les noms comme Lista et Jæren décrivent des paysages caractéristiques comme les bords et les falaises. Les Vikings se fient à ces noms pour s'orienter. Selon des études, au moins quarante noms d'îles le long de la côte, allant de Bokn dans le Ryfylke au Kunna dans l'Helgeland, sont reconnus comme des repères maritimes importants. Ces noms reflètent la connaissance des navigateurs des côtes et des voies maritimes.

### Connaissance du globe terrestre
Les Vikings semblent avoir connu la forme de notre globe terrestre, bien que l'expression orbis terrarum en latin ou heimskringla en vieux norrois puisse signifier une Terre plate en forme de disque. Il subsiste un document datant du XIIe siècle qui l’atteste : l'Elucidarium,,. Ce savoir leur a permis de s’aventurer très loin en mer sans craindre de « tomber dans l'abîme » comme pourrait faire penser l'idée de monde plat. Le navigateur grec Pythéas a effectué vers 340-325 av. J.-C. un voyage dans les mers d'Europe du Nord et il aurait décrit la Scandinavie notamment l'île de Thulé située sur le cercle arctique qui pourrait être l'Islande ou la Norvège. Toutefois Pythéas est considéré par le grand géographe gréco-romain Strabon comme un fabulateur qui décrit des pays qu'il n'a jamais visités. Les savants grecs à cette époque avaient découvert et mesuré la forme sphérique du globe terrestre, leurs échanges avec les Scandinaves ont peut-être permis aux Vikings, plus tard de l'apprendre, à moins qu’ils ne l'aient imaginé par eux-mêmes.[réf. nécessaire]

## Militaire

### Tactiques militaires
Les tactiques militaires des Vikings varient en fonction de l’échelle des conflits : les guerres de saga, les conflits de maison royale, les raids vikings et les campagnes militaires menées par des armées royales. Les conflits de maison royale engagent la hird comptant entre 60 et 150 guerriers tandis que les campagnes militaires de grande envergure peuvent impliquer jusqu’à 200 navires et 8 000 participants, incluant du personnel non-combattant.
L'effet de surprise constitue l'un des éléments centraux de la stratégie viking, en particulier lors des raids. Les Vikings évitent généralement le combat direct lorsqu’ils n’ont pas l’assurance de la victoire. Sur terre, les Vikings combattent exclusivement à pied, bien que les chevaux soient utilisés pour le transport. Les batailles suivent souvent un schéma en plusieurs phases : échange de projectiles (lances, flèches), provocations, puis mêlée au corps à corps. Le mur de boucliers (skjaldborg) est couramment utilisé. Une variante de cette tactique consiste à lever les boucliers au-dessus de la tête pour se protéger des projectiles. Pour rompre les lignes ennemies, les Vikings emploient aussi la formation dite du svinfylking (en), un dispositif en triangle serré permettant de percer les défenses adverses.
Les batailles navales reprennent des schémas similaires aux combats terrestres. Les navires sont parfois attachés entre eux pour former une plateforme de combat. Après un échange de projectiles, les guerriers abordent les bateaux ennemis pour des affrontements rapprochés. Les conditions exiguës limitent les formations complexes, bien que de petits murs de boucliers puissent encore être utilisés.
Les connaissances sur les tactiques de siège viking sont limitées. Certaines sources, comme le poème d’Abbon de Saint-Germain sur le siège de Paris, mentionnent l’usage de catapultes, tours de siège et autres engins, bien que ces récits soient souvent inspirés de l’Antiquité. Les Annales fragmentaires d'Irlande décrivent également l’utilisation de techniques de sape, probablement acquises par adaptation locale.

### Équipement

#### Casque et armure
Les protections sont assez limitées, probablement constituées de cuir et de laine épaisse et rarement d'armures lamellaires ou de cotte de mailles, trop coûteuses et encombrantes.
Le casque en métal était porté seulement par les guerriers les plus riches tels que les chefs, les « jarls », les rois etc. Il peut être à lunettes et/ou comporte un front nasal pour le nez. Le casque à cornes n'a jamais été porté au combat par les Vikings, cette imagerie étant apparue au XIXe siècle, cela est notamment due à l'opéra L'anneau de Nibelung de Richard Wagner dans lequel le costumier Carl Emil Doepler affuble les personnages vikings de casques à cornes. Les guerriers du commun avaient un casque de forme conique avec un simple bonnet en cuir,. Selon Lucie Malbos, les casques en métal seraient en réalité rares. Le seul exemplaire connu de l'âge des vikings, le casque de Gjermundbu (en), ne conforte pas cette hypothèse. Selon elle, les casques devaient être en cuir.

#### Bouclier
Le bouclier emblématique de l'âge viking dit bouclier rond (rundskjold ou Gokstad), avait au moins dans un premier temps une forme circulaire, de type germanique et faisait entre 70 et 90 cm de diamètre et entre 4 et 30 mm d'épaisseur (les boucliers les plus épais servant probablement plutôt en apparat ou en décoration).
Principalement composé de bois (souvent du résineux) et recouvert de tissu ou de cuir et peint, le bouclier se tenait par une manipule. La main du porteur est protégée par un umbo en acier qui pouvait faire de 2 à 4 mm d'épaisseur, et environ 15 cm de diamètre. Le bord pouvait être laissé à nu ou être protégé par du cuir voire par de fines plaques de métal dans de rares cas. La masse de ce bouclier était de 3 à 6 kg ce qui faisait de lui une arme très maniable quand il était adapté à son porteur. Le bouclier viking était dans son utilisation presque autant défensif qu'offensif et pouvait être autant utilisé en combat de groupe et en combat singulier. En combat de groupe, la ligne de boucliers pouvait être placée devant et servait à protéger les lanciers à deux mains (se battant avec une lance et sans bouclier) pour leur permettre d'affaiblir le mur ennemi en étant en sécurité, mais aussi à charger la troupe adverse en utilisant le bouclier de façon offensive et défensive.
Sa forme peut autrement varier : oblong (skjöldr), rectangulaire, effilé vers le bas, plat ou courbe.

#### Épée
Les Vikings utilisaient parfois des épées (vieux-norrois, sverð) à un seul tranchant (sax et handisax), comme en témoigne le chroniqueur arabe Ibn Miskaveish. Cependant, la plupart des épées vikings sont à double tranchant. Leurs formes sont dérivées de neuf modèles principaux, sans doute d'origine celte, qui servent encore aujourd'hui à les catégoriser parmi les archéologues et les artisans spécialisés dans la reconstitution historique. Parmi les modèles d'épées vikings les plus répandus, on trouve les armes issues de l'atelier Ulfberht, reconnaissables au nom de l'artisan qui a été gravé sur elles et dont la qualité de facture est réputée. De manière générale, les épées vikings sont souvent richement ornées (or, argent, lame damasquinée) et mesurent environ 6 cm de largeur pour 70 à 80 cm de longueur, avec un poids pouvant aller jusqu'aux alentours de 2 kg. La fabrication des épées est confiée à des artisans spécialisés (vieux-norrois, smiðir), dont le savoir-faire est associé à la divinité Völund dans la mythologie nordique. On accorde souvent une valeur symbolique forte aux épées, comme en témoigne le fait qu'elles reçoivent régulièrement des surnoms.

#### Les lances
La lance constitue l’arme la plus répandue de l’époque viking. Moins coûteuse que l’épée, elle demande peu de métal et s’adapte à tous les rangs sociaux. Son manche en frêne mesure entre 1,5 et 2,7 mètres. La pointe, souvent en forme de feuille, est fixée par des rivets. La plupart des exemplaires retrouvés sont des lances de poussée lourdes, bien que des versions plus légères, destinées au lancer, existent également.
Les sagas islandaises mentionnent plusieurs variantes d’armes d’hast : le höggspjót (lance tranchante), l’atgeir, la kejsa, le krokspjót, le bryntroll et le flein. Certaines, comme l’atgeir, disposent de barres d’arrêt pour empêcher une pénétration excessive, tandis que le bryntroll est conçu pour perforer les cottes de mailles. Le flein fonctionne comme un terme générique pour toute arme à hampe.
La lance est également investie d’une forte charge symbolique : Odin, dieu guerrier majeur, manie Gungnir, sa lance magique. Ce lien entre la lance et le divin transparaît dans les sacrifices et rituels guerriers décrits dans la littérature norroise.

#### Hache
La hache est une autre arme emblématique des Vikings. À l’origine outil domestique, elle devient rapidement une arme de guerre polyvalente, accessible à toutes les couches sociales. La bearded axe (hache barbue), dont la lame descend au-delà du manche, permet à la fois de frapper, d’accrocher les boucliers ennemis et de gagner en légèreté.
À partir du Xe siècle, la hache danoise, plus fine et légère, s’impose comme arme de guerre spécifique. Elle évolue en hache de guerre, à deux mains, probablement conçue pour lutter contre la cavalerie. Elle figure dans la tapisserie de Bayeux et équipe les membres de la garde varangienne à Byzance.
Certaines haches, comme la hache de Mammen, sont finement décorées d’incrustations d’argent. Les miniatures de haches portées en pendentifs suggèrent aussi une fonction symbolique, voire religieuse, liée aux divinités du tonnerre (Perkūnas, Perun, Thor). Les sagas rapportent plusieurs noms d’haches personnalisées, tel Rimmugýgr (« la Furie du combat »), renforçant leur rôle identitaire.

#### Scramasaxes et arcs
Le scramasaxe représente une version longue et militarisée du couteau. Sa lame, qui peut atteindre un mètre, en fait une arme intermédiaire entre le couteau et l’épée. Il se suspend horizontalement à la ceinture, le tranchant tourné vers le haut. Il sert tant au combat qu’à des usages symboliques ou d'apparat.
L’arc est utilisé aussi bien à la chasse qu’à la guerre. Les archers interviennent principalement en début de bataille ou lors des combats navals et de siège. Les arcs sont en bois (souvent en if) et mesurent jusqu’à 1,90 m. En raison de la faible préservation du bois, peu d’arcs complets subsistent, à l’exception notable de celui trouvé à Hedeby.

## Société

### En dehors des expéditions

#### Économie
L'organisation sociale viking est relative à l'organisation sociale des peuples scandinaves durant l'âge des vikings. En effet, la notion de viking dans l'organisation sociale ne s'applique qu'à une personne participant à une expédition viking. Lorsque celle-ci s'achève, la personne reprend sa profession dans sa ville d'origine. Pour cette raison, la participation à une expédition est plus courante au sein des professions saisonnières et présente une opportunité de gagner en prestige, richesse et de posséder un ou plusieurs esclaves.
La société viking reposait majoritairement sur un modèle agraire structuré autour de la ferme. L'exploitation agricole constituait l’unité économique de base, avec une organisation interne qui reflétait les hiérarchies sociales, les ressources locales et les besoins saisonniers. En complément de l’agriculture, les populations scandinaves pratiquent la chasse, la pêche et l’artisanat, ce qui leur permettait de s’adapter à un environnement souvent rude et variable.

#### Habitat et cadre de vie
La maison viking typique est la maison longue, bâtiment rectangulaire aux dimensions variables (de 15 à plus de 70 mètres de long), servant à la fois de logement humain et d’abri pour les animaux. Elle repose sur une charpente intérieure de poteaux ancrés dans le sol, soutenant un toit en bois, chaume, ou recouvert de tourbe. Les murs peuvent être construits en pierre, bois, terre ou un mélange (torchis, clayonnage). L'espace intérieur est divisé : une extrémité réservée au bétail, l’autre à l'habitation, parfois compartimentée. Des extensions latérales ou annexes peuvent abriter cuisines, laiteries, latrines ou ateliers. À l'extérieur se trouvent des bâtiments secondaires : granges, étables, bains, forges.
Le phénomène urbain émerge tardivement dans le monde viking, au IXe siècle, autour de pôles commerciaux comme Hedeby, Birka ou Kaupang. Ces centres présentent une densité d’habitat et une diversité artisanale nouvelles. Les maisons urbaines sont plus petites, construites sur des parcelles rectangulaires bordées d’ateliers ou de commerces. Les fouilles de Hedeby révèlent des habitations de différentes techniques : madriers horizontaux, planches verticales, colombages à remplissage de torchis.

### Place des femmes
Les femmes vikings ne se cantonnaient pas uniquement à des tâches domestiques mais certaines participaient à des raids en tant que guerrières.
| Nom                                              | Vie | Années d’activité | Pays d’origine | Commentaire |
| ------------------------------------------------ | --- | ----------------- | -------------- | --- |
| Rusla (ou Rusila)                                |     | Xe siècle         | Norvège        | Surnommée la « célibataire rouge », fille de Rige, un roi viking de Telemark. Elle monte une flotte pour venger son frère Tesendus, dépossédé du trône par les Danois.         |
| Stikla                                           |     | Xe siècle         | Norvège        | Sœur de Rusla, elle entre en piraterie pour échapper au mariage. Elle est mentionnée dans la Geste des Danois.                                                                 |
| Princesse Sela                                   |     | Vers 420          | Norvège        | Sœur de Koller, roi de Norvège, elle est une guerrière reconnue et une pirate expérimentée.                                                                                    |
| Alvid                                            |     |                   | Norvège        | Cheffe d’un groupe de pirates mixte, elle est mentionnée dans la Geste des Danois.                                                                                             |
| Webiorg, Hetha et Wisna                          |     | VIIIe siècle      | Norvège        | Toutes trois répertoriées dans la Gesta Danorum en tant que capitaines de navire. Webiorg meurt au combat, Hetha devient reine de Zélande et Wisna perd une main dans un duel. |
| Aude la Très-Sage                                |     | vers 843          | Islande        | Fondatrice d'un établissement scandinave en Islande. |
| Alvilda alias Ælfhild, Alwilda, Alvilda, Alfhild |     | Après 850         | Suède          | Existence contestée. Souvent datée à tort du Ve siècle. |
| Guerrière viking de Birka                        |     | inconnue          | Suède          | |
| Lagertha                                         |     | vers 870          | Norvège        | Lagertha inspire le personnage d'Hermintrude du Hamlet de Shakespeare. |

## Historiographie

### Sources
L'historiographie des Vikings repose sur une grande variété de sources qui font appel à plusieurs disciplines telles que la littérature, la linguistique, la runologie, l'onomastique, l'archéologie, la numismatie ou encore la géographie. Les documents écrits forment la plus importante source d'information. En complément des sources écrites, l’archéologie et l’étude des toponymes renouvellent la connaissance de l’époque viking. Ces disciplines permettent d’approcher des aspects matériels, économiques, religieux et sociaux que les textes ne documentent que partiellement ou de manière biaisée.

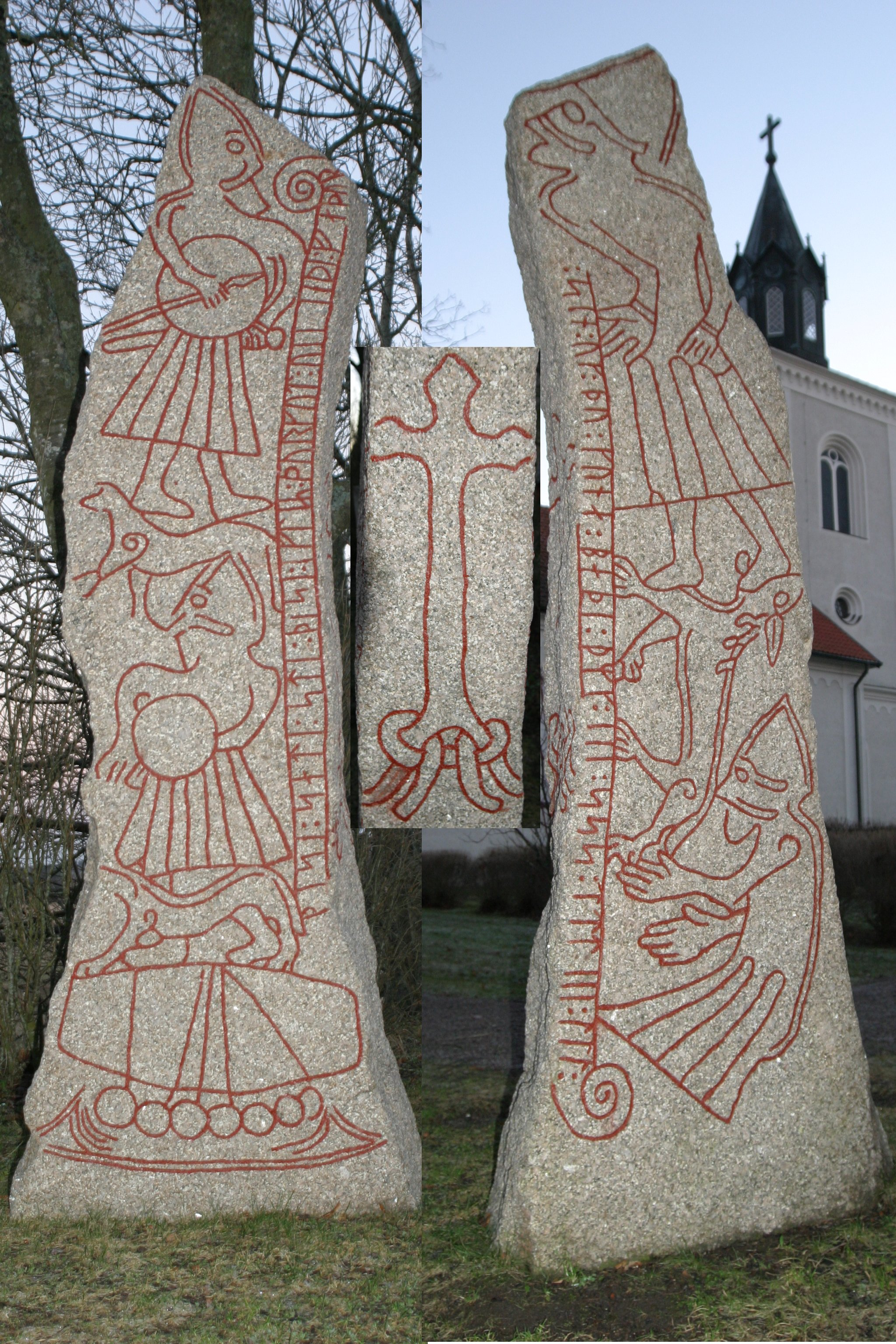
Pierre runique à Östergötland (Suède).

#### Inscriptions runiques
Les sociétés vikings n'ont pas produit de textes et sont fortement marquées par l'oralité. La transmission par les scaldes d'edda poétique n'est retranscrit qu'ultérieurement au XIIe siècle. L'exception à cela sont les inscriptions runiques gravées dans des matériaux durs comme des pierres runiques. Les plus anciennes de ces inscriptions remontent au IIe siècle et se diffusent durant les Ve et VIe siècles avec les migrations germaniques, puis la diaspora viking du IXe et XIe siècles,.
Cependant, les inscriptions runiques revêtent essentiellement d'une dimension mémorielle destinée à perpétuer le souvenir des disparus. L'endroit de leur implantation peut renseigner, grâce à l'archéologie, de renseignements complémentaires. On en retrouve dans toute la Scandinavie ainsi que le long des routes commerciales. Certaines inscriptions sont par exemple retrouvée à Istanbul. Toutefois, la majorité des inscriptions runiques sont effectuées vers la fin de l'Âge des Vikings.

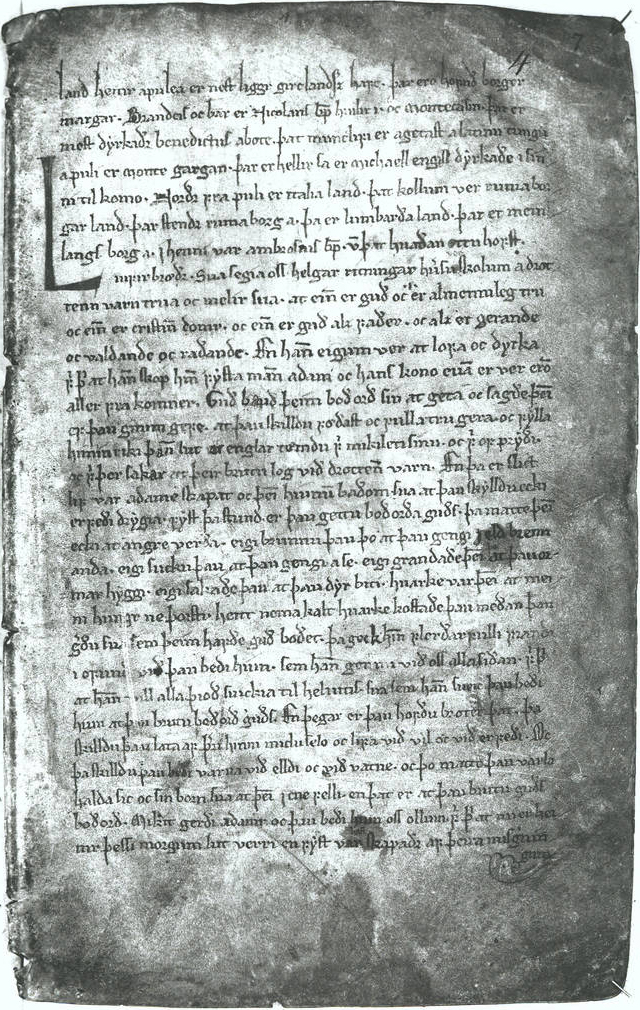
Page du Hauksbók.

#### Documents scandinaves
L'introduction en Scandinavie du support écrit par le parchemin remonte au XIe siècle. Les premiers documents historiques sont des textes de loi rédigés après conversion des royaumes. Ces documents permettent de mettre en lumière des traditions plus anciennes. L'essentiel des textes législatifs provient d'Islande et de Norvège dont on tend à généraliser les mesures à l'ensemble du monde scandinave sans certitude qu'elles aient systématiquement d'équivalents en Suède ou au Danemark,.

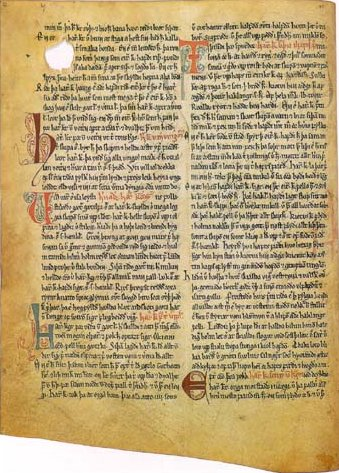
Une page de la Heimskringla de Snorri Sturluson.

En parallèle, les productions poétiques eddiques et scaldiques sont retranscrites en Islande. Le premier ouvrage historiographique est l’Íslendingabók rédigé par Ari Þorgilsson qui relate l'installation des premiers Islandais. Le Landnámabók poursuit le même objectif et dresse l'inventaire des colons et leur origine. S'ensuivent les sagas islandaises rédigées en vieux norrois entre le XIIIe et XIVe siècles et l'Heimskringla de Snorri Sturluson,. Il faut distinguer dans ces textes le cas des strophes scaldiques qui représentent les parties les plus anciennes du texte car elles sont le vecteur direct qui véhiculent la tradition orale. Cependant, leur syntaxe complexe et l'abondance des figures littéraires n'en rendent pas l'interprétation aisée. L'essentiel des strophes scaldiques nous est connue grâce à Snorri Sturluson.
Ces textes sont fortement tardifs des faits qu'ils relatent sous forme de prose, mais ils constituent la forme figée d'une tradition orale parfois plus ancienne. Il reste complexe de déterminer quels éléments relèvent de la période vikings et lesquels sont venus s'ajouter au fil du temps, ce qui nuit à démêler la réalité historique de la construction littéraire.
Le contexte de la rédaction de ces textes est directement lié à la situation de l'Islande au XIIIe siècle, sous forte influence chrétienne et norvégienne. L'éloignement de l'île lui permet de traverser une période de paix et de croissance économique dans laquelle les élites perdent en légitimité. L'enjeu de ces textes consiste à se remémorer avec admiration les rois et guerriers passés. Ce genre littéraire idéalise l'époque viking et représente la vision qu'avaient les yeux chrétiens du monde païen. Cela rend leur usage par les historiens délicat. Ces textes permettent toutefois de nuancer l'image négative des vikings véhiculée par les écrits contemporains occidentaux.

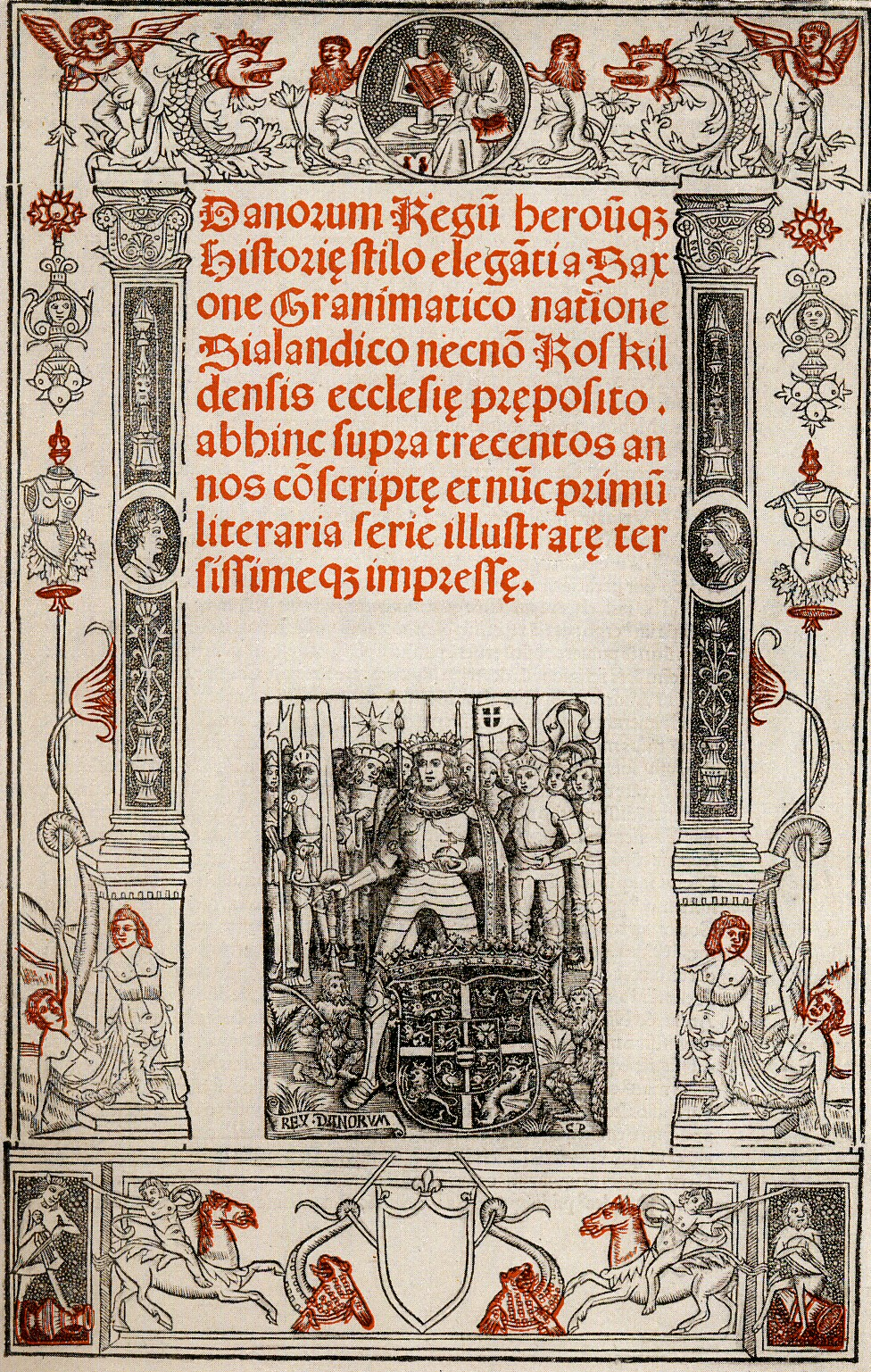
Page du livre de Christiern Pedersen: Danorum Regum heroumque Historia, Paris 1514. Tiré du livre "Apoteker Sibbernsens Saxobog", Reitzels Forlag, Copenhague.

L'un des plus important document historiographique est la Geste des Danois de Saxo Grammaticus, rédigé vers 1200. Il constitue la première histoire du Danemark et compile de nombreuses sources contemporaines, incluant des traditions orales, des inscriptions runiques et de précédents ouvrages aujourd'hui disparus. La Knýtlinga saga est un autre texte qui établit la liste des rois danois et donne d'importants éclairages sur l'expansion danoise sous Knut le Grand. Parmi les textes norvégiens, on peut citer Ágrip af Nóregskonungasögum, lHistoria Norwegiæ et lHistoria de Antiquitate Regum Norwagensium (it). Le premier retrace l'histoire des rois norvégiens à partir de Halfdan III de Vestfold. La seconde est une chronique latine qui contient des descriptions géographiques, un récit historique succinct et des notes ethnographiques. La dernière est l'oeuvre de Theodoricus Monachus qui couvre les règnes norvégiens du IXe au XIIe siècle. De nombreuses autres sagas existent au sein des différentes colonies vikings en mer du nord telles que : Orkneyinga saga, Saga des Féroïens, Grœnlendinga saga, Saga d'Erik le Rouge ou encore la Jómsvíkinga saga.

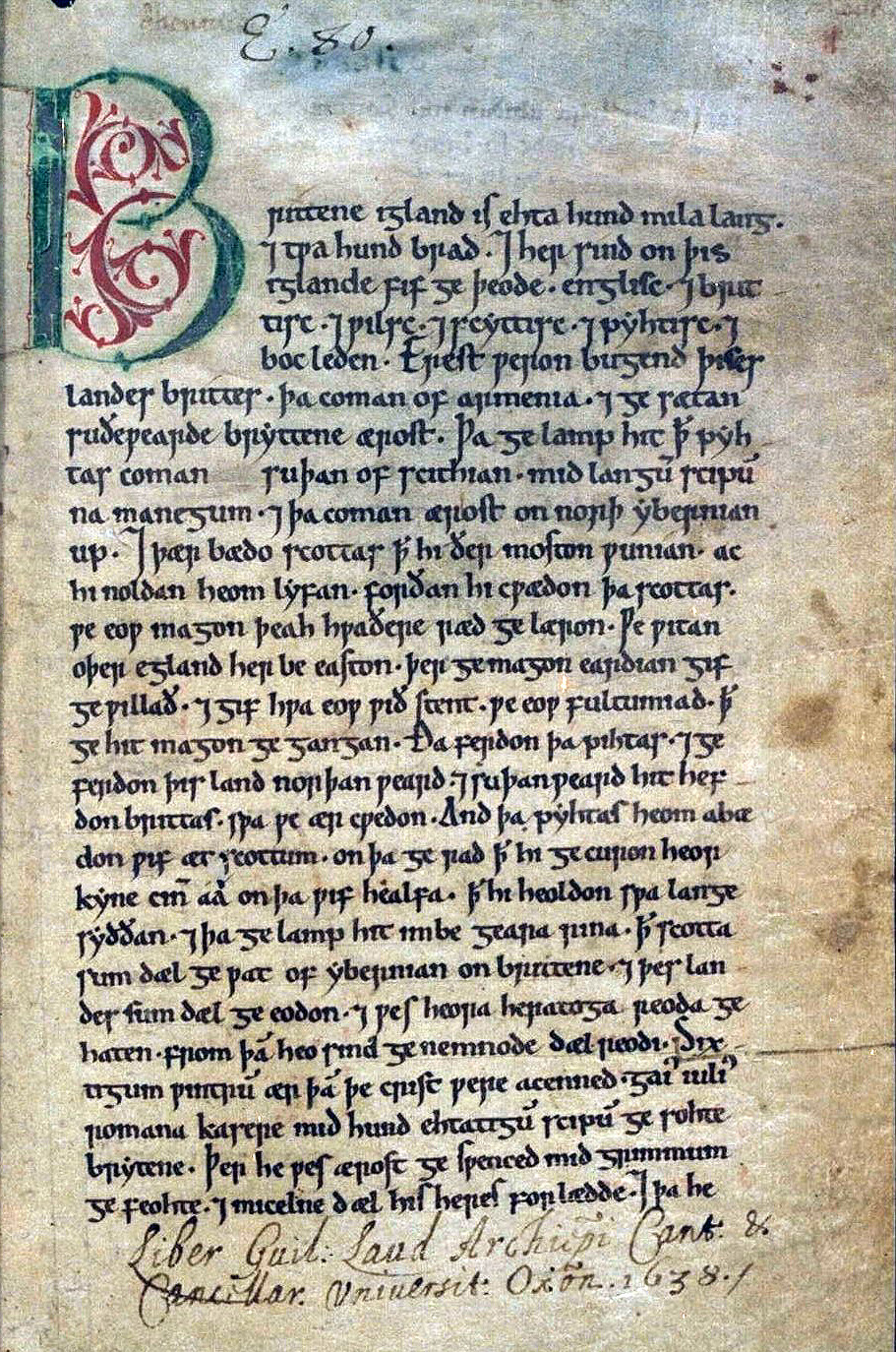
La première page de la Chronique de Peterborough.

#### Documents externes
L'histoire scandinave des premiers siècles ainsi que celles des premiers raids vikings provient exclusivement de sources écrites occidentales plus ou moins contemporaines des faits. Les premières sources sont les annales regni Francorum, la chronique anglo-saxonne, les annales de Saint-Bertin, de Fulda et de Saint-Vaast. Ces textes doivent s'observer dans le contexte des confrontations politiques et militaires des premiers raids vikings et des premières missions chrétiennes. Elles reflètent le point de vue officiel validé par les pouvoirs royaux occidentaux,. Les Annales d'Ulster et Cogad Gáedel re Gallaib permettent quant à eux de donner des renseignements sur les actions vikings menées en Irlande, cependant, les sources sont volontairement déformées pour exagérer les actes perpétrés. À ceci s'ajoute l'hagiographie de la Vita Anskarii qui relate le parcours d'Anschaire de Brême et de Rimbert, dont une hagiographie lui est également destinée en 888. Plus tardivement, l'auteur Adam de Brême rédige une histoire de l'archevêché de Hambourg-Brême qui contient une description ethnographique et géographique de la Scandinavie, alors que l'auteur n'a jamais mis les pieds dans cette région. Le texte se livre à des réflexions moralisantes en faveur du christianisme.

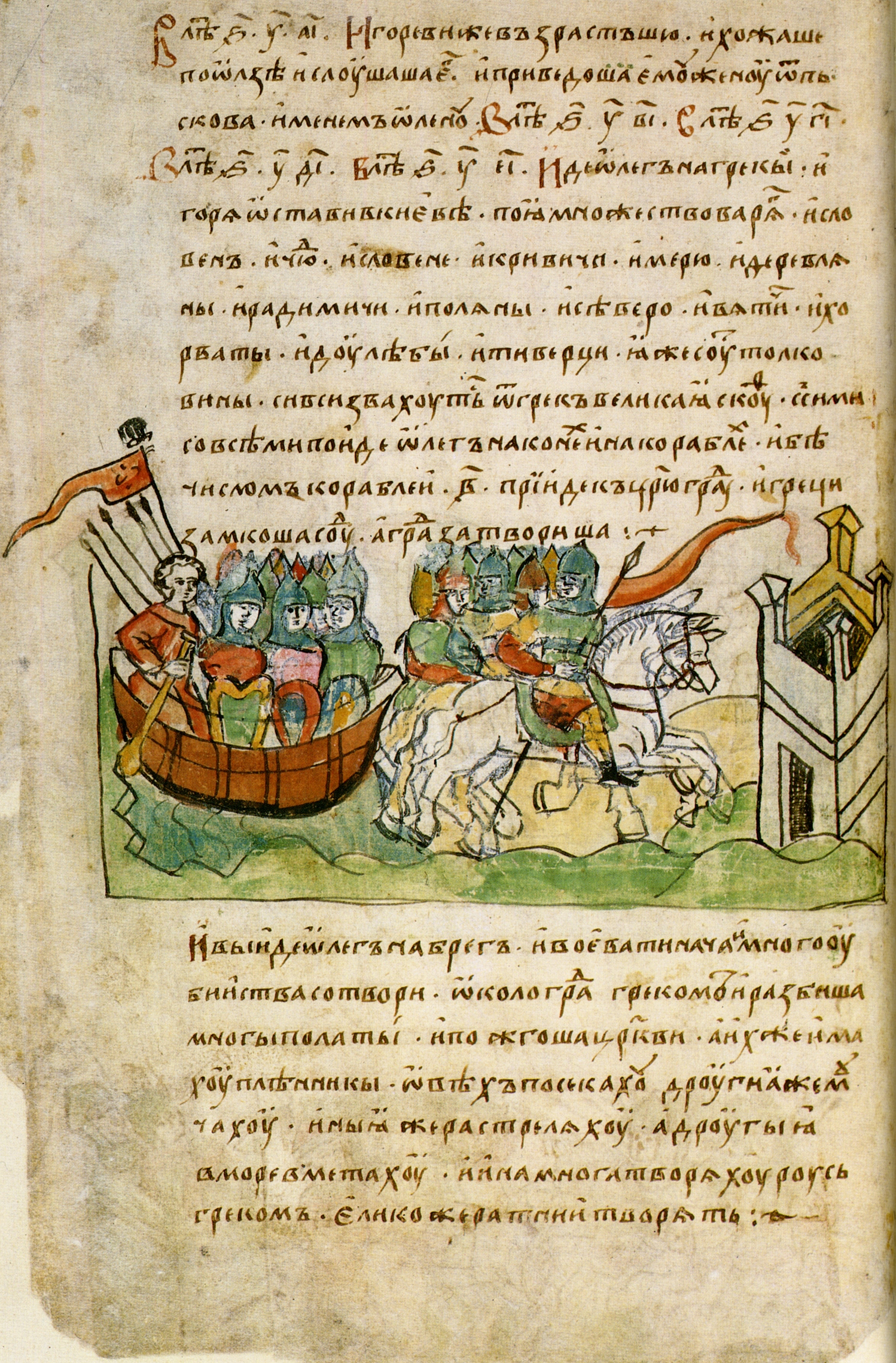
Page du manuscrit de la Chronique des temps passés selon le manuscrit de Radziwill du XVe siècle.

Tous ces textes occidentaux s'inscrivent dans un contexte d'effervescence intellectuelle initialement centré sur le bassin Méditerranéen, mais qui se tourne progressivement vers le Nord à la suite des premiers raids vikings. Lorsqu'ils évoquent les hommes du nord, ils décrivent dès lors leurs méfaits à l'occasion des raids et insistent sur l'opposition religieuse entre leur univers chrétien et les vikings païens. Ces textes dressent un « portrait très sombre des vikings, perçus comme des barbares violents, sans foi ni ordre ».
En dehors des sources occidentales, plusieurs récits sont également mis par écrit en Orient. L'importante tradition cartographique et les récits de voyage font que dès le IXe siècle, plusieurs voyageurs se rendent aux portes de la Scandinavie ou dans les territoires de la Volga. Ibn Khordadbeh décrit de quelle façon les marchands Rus circulent le long des rivières jusqu'à la mer Noire. Ibn Fadlân apporte un important témoignage concernant les Rus'. Le géographe perse Ibn Rustah est un autre auteur qui retranscrit le commerce d'esclaves et de fourrures. Cependant, certains textes ultérieures, comme la chronique des temps passés souffre d'un décalage chronologique important en raison de sa rédaction visant à légitimer la dynastie des Riourikides. Enfin, des documents officiels byzantins mentionnent les activités des marchands rus'. De administrando Imperio est considéré comme un document faisant autorité pour les informations concernant les implantations vikings en Russie au Xe siècle.
Parmi les sources plus tardives se trouvent les deux textes de Dudon de Saint-Quentin centrés sur la région normande naissance, puis la Gesta Normannorum ducum qui constitue sa continuité.

#### Données toponymiques
L’analyse des noms de lieux d’origine scandinave constitue un indicateur essentiel des mouvements de colonisation, tant en Scandinavie qu’à l’étranger. Ces noms, souvent composés du nom d’une divinité associé à un élément topographique ou fonctionnel, témoignent de la diffusion religieuse et culturelle nordique. Exemples notables : Odense (« sanctuaire d’Odin ») au Danemark, Njardvik (« baie de Njörd ») en Islande, ou Tórshavn (« port de Thor ») aux îles Féroé. La répartition géographique de ces noms permet aussi de distinguer les zones d’influence danoise et norvégienne dans les colonies, notamment en Grande-Bretagne et en Normandie.

#### Données archéologiques

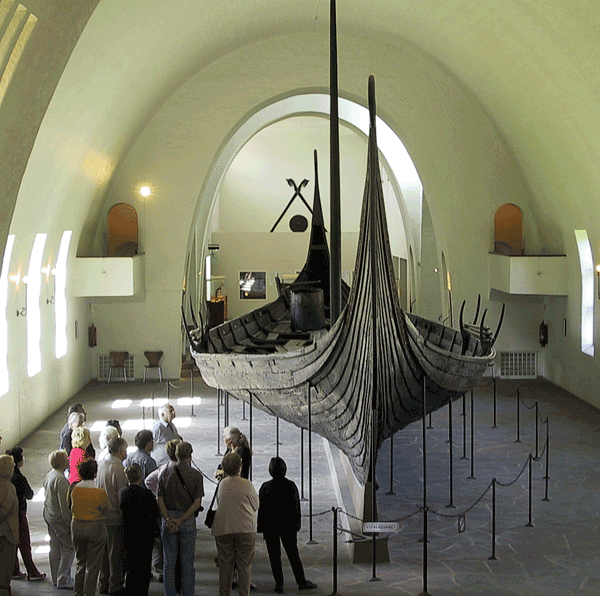
Le bateau d'Oseberg (Musée des navires vikings d'Oslo, Norvège).

L’archéologie est donc la principale source d’information sur cette période. Si elle apporte de grands résultats en Scandinavie et dans les îles Britanniques, et surtout au Groenland où les vestiges n'ont pratiquement pas été remaniés par des activités humaines depuis la fin du Moyen Âge, les résultats sont décevants en France. Les fouilles ont d'abord concerné les lieux les plus monumentaux, principalement les grandes villes et les tombeaux de grands personnages. Depuis les années 1970, l'attention des archéologues se porte sur l'habitat rural et des lieux de pouvoir.
Les tombes vikings fournissent une source directe sur les pratiques funéraires, les hiérarchies sociales et les croyances religieuses. Les objets retrouvés — armes, outils, textiles, bijoux — révèlent le mode de vie, les activités quotidiennes et les échanges commerciaux. Le mobilier funéraire illustre aussi l'importance des distinctions de genre, de statut et de fonction au sein de la société viking.
Parmi les sites les plus significatifs figurent les bateau-tombe de Gokstad et Oseberg, riches en objets et en structures funéraires, et les cinq navires de Skuldelev, volontairement coulés pour barrer un fjord, illustrant les techniques navales du XIe siècle. Les centres urbains comme Hedeby, Dublin, York, les forteresses circulaires et le Danevirke offrent des données cruciales sur l’urbanisme, le commerce et l’organisation militaire. Le site nord-américain de L'Anse aux Meadows, daté vers l’an 1000, confirme la présence viking en Amérique du Nord, en accord avec les récits des sagas islandaises.
Les techniques récentes — dendrochronologie, analyses isotopiques, archéologie sous-marine, radar à pénétration de sol — permettent de dater précisément les objets, d’identifier l’origine des individus inhumés et de reconstituer des réseaux de commerce. Le col de Lendbreen (en), dégagé par la fonte des glaces, révèle depuis 2011 des centaines d’objets liés au transport et au commerce transalpin.

### Historiographie moderne
L’étude des sources relatives aux Vikings connait de profonds réajustements méthodologiques. Longtemps dominée par une lecture littérale des textes médiévaux, l’historiographie moderne s’est progressivement orientée vers une approche critique, croisant les disciplines et intégrant les apports de l’archéologie, de la philologie et des sciences sociales.
Jusqu’au début du XXe siècle, les Sagas islandaises sont considérées comme des documents historiques fiables. Rédigées plusieurs siècles après les événements qu’elles décrivent, elles offrent une narration vivante et détaillée, mais sont aujourd’hui analysées avec prudence. Nombre de sagas relèvent de la fiction littéraire, même si elles s’appuient sur des traditions orales anciennes. Elles restent néanmoins précieuses pour l’étude des représentations sociales, des valeurs collectives et de la mémoire historique médiévale.
Depuis les années 1970, un courant historiographique critique se développe autour des sources narratives médiévales. Les chercheurs mettent en évidence les biais idéologiques, les visées politiques ou religieuses, et les reconstructions a posteriori présentes dans nombre de textes, notamment ceux produits à la cour (comme le Gesta Danorum ou les chroniques normandes). Cette relecture permet de déconstruire les mythes héroïques ou nationalistes qui ont longtemps façonné l’image des Vikings.
L’historiographie contemporaine privilégie une approche interdisciplinaire. L’archéologie fournit des données matérielles indépendantes des récits littéraires. La toponymie permet de cartographier les dynamiques migratoires. L’anthropologie sociale éclaire les structures de parenté, de pouvoir ou de justice. La philologie, enfin, affine la datation et l’interprétation des textes. Ensemble, ces disciplines contribuent à redéfinir les contours de la période viking et à en proposer une lecture moins idéalisée, mais plus riche et nuancée.

## Image du viking

### Évolution de l'image du viking
La perception du viking dans l'imaginaire collectif a évolué au fil du temps. Les historiens médiévaux en dessinent le contour de barbare sanguinaire et cupide tandis que les auteurs de sagas en font des héros en quête de prestige. Cette perception du Moyen-Âge s'estompe jusqu'à refaire surface à partir du XVIe siècle avec la Geste des Danois, puis au XVIIe siècle avec la redécouverte des sagas et des pierres runiques. En 1748, Montesquieu développe la théorie des climats selon laquelle l'action des températures influe sur les comportements des individus, prenant pour exemple les vikings.
Au XIXe siècle, le courant romantique se réapproprie la figure du viking et lui façonne une image stéréotypée qui marque encore aujourd'hui l'imaginaire collectif. On en fait un féroce guerrier endurci par le froid et un héros épris de liberté. Les premières découvertes archéologiques viennent alimenter cet imaginaire. C'est également dans ce mouvement qu'apparait le terme drakkar tandis que Richard Wagner réalise L'Anneau du Nibelung. Le caractère épique du récit viking commence à intégrer des accents nationalistes et devient un symbole de pureté et de supériorité.
Déjà, en 1814, le viking sert à défendre l'indépendance de la Norvège sur base de sa grandeur passée. Le viking devient un symbole de régénération et reprend des attributs racistes. Ces clichés sont repris par les idéologies fascistes du XXe siècle comme le nazisme en quête de figure à même d'incarner la prétendue supériorité. Cet emploi du viking comme symbole nationaliste ou régionaliste s'observe en d'autres endroits, comme en Normandie avec Jean Mabire qui défend l'identité normande en s'appuyant sur l'image de Rollon.
Au XXe siècle, la vision romantique et nationaliste du viking évolue à la lumière des découvertes archéologiques, des nouvelles techniques d'analyse ADN et des nouvelles approches historiographiques. D'autres fantasmes se tissent également comme celui de l'archétype du « premier européen », lors de la formation de l'Union Européenne. Les manipulations des récits historiques à des fins politiques s'observent en Russie lorsque Vladimir Poutine évoque Riourik et Oleg pour mettre en avant l'unité nationale et affirmer le rôle central de la Russie sur la scène mondiale.
Au XXIe siècle, les milieux néonazis, racistes et suprémacistes exploitent particulièrement l'histoire des vikings et la mythologie scandinave pour justifier un combat contre l'immigration et la défense de la race blanche. Le néopaganisme, opposé aux valeurs chrétiennes, est également investi par les milieux d'extrême droite identitaire qui s'approprient différents symboles religieux. Alors que l'histoire viking se compose de migrations et d'hybridation des cultures, le viking du XXIe siècle incarne des valeurs de repli sur soi et de rejet de l'autre.

### Interprétation historiographique
Un changement de perception et de paradigme historiographique s'opère depuis le début du XXIe siècle concernant l'étude des vikings. Plusieurs éléments du champ lexical évoluent donc pour mieux correspondre aux phénomènes liés aux vikings. On privilégie par exemple le terme diaspora à celui d'invasion dont la connotation est celle des historiens médiévaux. La notion de diaspora, diffusée d'abord par Judith Jesch (en) puis en France par Pierre Bauduin, remplace celles de conquête, colonisation et expansion car elle permet de mieux rendre compte d'un phénomène qui ne découle pas de visées expansionnistes mais de bandes hétérogènes vikings. Les membres d'une diaspora entretiennent des liens à l'échelle locale et construisent leur identité en interaction avec cet ensemble. Dans ce même ordre d'idée, on privilégie dès lors l'emploi du terme accommodation à celui de la conquête puisque l'arrivée des vikings en territoire anglo-saxon provoque un processus d'adaptation et d'hybridation culturelle.
Les historiens modernes tendent à diminuer l'accent mis sur la dimension agressive du phénomène viking afin de mettre en lumière la complexité des relations entre les différents groupes, et la particularité des vikings. Il s'agit de marchands et de colons, pas seulement des pirates et des envahisseurs. Un important pan de la recherche scandinave du XXIe siècle est affilié au courant historiographique de l'histoire connectée. Cette approche met l'accent sur les sociétés et les communautés plutôt que sur les organisations politiques. La théorie des réseaux permet également de renouveler l'approche des relations et des communications entre les sociétés et cultures.

### Dans la culture populaire
Les Vikings sont popularisés dans la littérature avec les premières traductions des Sagas au XIXe siècle. Au Royaume-Uni, George Dasent propose plusieurs traductions anglaises de ces sagas et s'en inspire pour publier des fictions historiques dont Les Vikings de la Baltique en 1875 est la plus connue.
Les productions cinématographiques et télévisuelles reprennent fréquemment l'image du Viking. Le premier film sur le sujet, The Viking's Bride, sort en 1907. Il est suivi de nombreux autres films reprenant la figure du noble sauvage. Il faut attendre 1958, avec Les Vikings, pour que les thématiques se transforment. Elles mettent cette fois en avant les rivalités et accentue le caractère brutal du guerrier.
On retrouve la figure du viking dans des œuvres de la culture populaire dès la première moitié du XXe siècle, dont l'image est fortement inspirée des représentations wagnériennes. La première représentation dans la bande dessinée date de 1937 dans Prince Vaillant, franchise par la suite diffusée au cinéma et série télévisée. Un autre personnage majeur influencé par la culture viking est Thor, présenté en août 1962 dans les Marvel Comics. On peut également citer la bande dessiné Astérix et les Normands parue en 1966. En 1973, Hägar Dünor préserve l'image wagnérienne mais la transpose à la vie de famille américaine avec humour.
Le jeu vidéo exploite l'image du Viking depuis les années 1980 avec plusieurs jeux ancrés au Moyen-Âge. Les vikings y sont généralement représentés comme un groupe culturellement unifié obsédé par la guerre et l'alcool. On les retrouve en majorité dans des jeux vidéo de rôle ou jeux de stratégie. Les représentations les plus notables sont celles de The Elder Scrolls V: Skyrim, For Honor, God of War Ragnarök, Crusader Kings III.
Au XXIe siècle, le viking traverse une nouvelle vague d'engouement qui trouve racine dans la série de Michael Hirst, Vikings. D'après Lucie Malbos, elle marque les dernières décennies à l'image de l'opéra de Richard Wagner. Elle impose un nouvel archétype du viking, dépourvu de casque à cornes, fortement tatoué et arborant une coiffure stylisée. Il incarne la liberté, la spiritualité retrouvée, un retour à la nature et un avant-gardisme en matière des droits des femmes. Cet imaginaire est par la suite repris dans d'autres œuvres comme le jeu-vidéo Assassin's Creed Valhalla ou la bande dessinée Thorgal Wendigo de Corentin Rouge et Fred Duval.
L'essor des univers de fantasy contribue également fortement à cette nouvelle vague de popularité. De nombreux éléments de la mythologie et de l'histoire viking constituent des sources d'inspiration pour J. R. R. Tolkien, ainsi que pour George R. R. Martin. Par exemple, les Monts Brumeux dans Le Seigneur des anneaux rappellent les Alpes scandinaves tandis que les Fer-Nés de Game of Thrones s'inspirent directement des vikings. Au Japon, le manga Vinland Saga de Makoto Yukimura interprète les différentes sagas scandinaves. Dans d'autres productions, le viking est directement représenté et incarne différents stéréotypes qui lui sont associés ainsi que des sujets de société propre au XXIe siècle comme le féminisme en insistant sur des personnages féminins forts.